# Antonio Ortiz de Zárate
Antonio Ortiz de Zárate y Sánchez de Movellán (Comillas, 30 de octubre de 1931 - Ifni, 26 de noviembre de 1957), teniente de infantería, fue el primer oficial paracaidista del Ejército de Tierra de España en morir en combate. La tercera Bandera de la Brigada «Almogávares» VI de Paracaidistas fue bautizada “Ortiz de Zárate” en su honor y su memoria.

## Biografía
Antonio Ortiz de Zárate era hijo del coronel Joaquín Ortiz de Zárate López, que también murió en combate en 1936, durante la guerra civil española, cuando lideraba el ataque de una columna requeté hacia Irún. Antonio estudió en el colegio de Jesuitas, en el Colegio de Huérfanos de Oficiales del Ejército y luego en la Academia General Militar y en la Academia de Infantería, de la que graduó de teniente. Fue voluntario a la Legión y luego pasó al recientemente creado Cuerpo de Cazadores Paracaidistas. Fue destinado a la segunda Bandera y se trasladó con su unidad a Ifni en enero de 1957, ya que se estaba librando la guerra de Ifni. 
El 23 de noviembre salió al frente de su 3.ª sección de la 7.ª compañía, reforzada, para socorrer una posición aislada en Esbuia, pero su convoy de cuatro vehículos fue interceptado a tres kilómetros de su destino y fue obligado a atrincherarse en una posición defensiva, sufriendo numerosos ataques del enemigo durante varios días, en uno de los cuales fue herido de muerte. Su sección fue auxiliada el 2 de diciembre y se unió al socorro de la guarnición de Esbuia, que pudo así ser evacuada a Sidi Ifni.
El teniente Antonio Ortiz de Zárate recibió a título póstumo la Medalla Militar Individual por resistir los ataques del enemigo en condiciones desventajosas y por su comportamiento heroico al frente de su sección.